# Steve Hansell
Steven Anthony Hansell, detto Steve (Londra, 17 febbraio 1975), è un ex cestista britannico, professionista in Europa.

## Palmarès
- Campionato italiano: 1

Virtus Bologna: 1997-1998
- Coppa di Grecia: 2

AEK Atene: 1999-2000, 2000-2001
- Coppa dei Campioni: 1

Virtus Bologna: 1997-1998
- Coppa Saporta: 1

AEK Atene: 1999-2000